# Thrixspermum psiloglottis
Thrixspermum psiloglottis är en orkidéart som först beskrevs av Henry Nicholas Ridley, och fick sitt nu gällande namn av Rudolf Schlechter. Thrixspermum psiloglottis ingår i släktet Thrixspermum och familjen orkidéer. Inga underarter finns listade i Catalogue of Life.